# 14244 Labnow
14244 Labnow este un asteroid din centura principală de asteroizi.

## Descriere
14244 Labnow este un asteroid din centura principală de asteroizi. A fost descoperit pe 3 ianuarie 2000 la Socorro, New Mexico, în cadrul proiectului LINEAR. Asteroidul prezintă o orbită caracterizată de o semiaxă mare de 2,67 ua, o excentricitate de 0,06 și o înclinație de 4,5° în raport cu ecliptica.